# Tadeu Chiarelli
Tadeu Chiarelli, nome de batismo Domingos Tadeu Chiarelli (Ribeirão Preto, 3 de junho de 1956) é um crítico de arte, curador, professor e pesquisador brasileiro, reconhecido por sua produção intelectual e atuação na gestão de instituições culturais como o Museu de Arte Moderna de São Paulo (MAM-SP), o Museu de Arte Contemporânea da Universidade de São Paulo (MAC-USP) e a Pinacoteca de São Paulo. Professor na Escola de Comunicações e Artes da Universidade de São Paulo (ECA/USP)  , com pesquisas centradas principalmente na crítica de arte no Brasil, fotografia e curadoria.  
Tadeu Chiarelli destaca-se por seu trabalho na articulação entre arte moderna e contemporânea, na revisão crítica do modernismo brasileiro e na difusão de artistas emergentes. Recebeu prêmios da Associação Brasileira de Críticos de Arte (ABCA) em diversas edições.  
Sua gestão em museus tem como marca exposições que promovem o diálogo entre o acervo das instituições e novas linguagens artísticas, além de iniciativas voltadas à formação de públicos e à descentralização da produção cultural no Brasil. 

## Primeiros Anos e Formação
Tadeu Chiarelli é filho do casal Domingos Chiarelli e Veglia Gonzales Chiarelli. Nascido em 03 de junho de 1956 em Ribeirão Preto, teve contato com as Artes na infância, ao frequentar o curso infantil da antiga Escola de Artes Plásticas de Ribeirão Preto. Ali, aos 7 anos de idade, também assistiu às aulas para adultos de Pedro Caminada Manuel-Gismondi, teórico da arte italiano, experiências viabilizadas por suas irmãs, Ophélia Minelli e Marlene Mauro, que trabalhavam no local. 
Em 1975, Tadeu Chiarelli ingressou no curso de Artes Plásticas da ECA/USP, com o objetivo de estudar história da arte, concluindo sua formação em 1979. Walter Zanini foi uma figura central em sua formação como teórico e curador, não só como seu professor, mas também como orientador em um projeto de iniciação científica desenvolvido entre 1978 e 1980 sobre a Escola de Artes Plásticas de Ribeirão Preto instituição que, durante os anos 1960, teve expressiva relevância no interior de São Paulo. Nesse projeto, Tadeu Chiarelli também contava com orientação de Annateresa Fabris que, à época residindo em Nápoles, correspondia-se com ele por meio de cartas.
Em 1989, Tadeu Chiarelli defendeu seu mestrado na ECA/USP. Sob a orientação de Teixeira Coelho, sua dissertação, Jeca nos Vernissages: Monteiro Lobato e o Desejo de Uma Arte Nacional no Brasil (1850-1919), ofereceu um panorama da crítica de arte brasileira em São Paulo no início do século XX. Ao longo de sete anos Chiarelli desenvolveu sua pesquisa, que recorreu a arquivos e, dentre os resultados, expressou que a nacionalidade na arte não foi invenção modernista e argumentou que Anita Malfatti não revisitou seus posicionamentos estéticos devido à publicação Paranóia ou Mistifcação?, de Monteiro Lobato. Nessa obra, Chiarelli também abordou a atuação de Monteiro Lobato na crítica de arte, demonstrando que o autor  era muito mais afeito ao Naturalismo do que um crítico acadêmico. Em 1995, a obra foi publicada como livro pela EDUSP com mesmo título.
Sob orientação de Annateresa Fabris concluiu o doutorado em 1996 (ECA/USP), com a tese Almeida Jr a Almeida Jr: A Crítica de Arte de Mário de Andrade,  publicada como livro em 2007 pela Letras Contemporâneas, sob o título Pintura Não é Só Beleza: A Crítica de Arte de Mário de Andrade,  obra que contribui com o campo das Artes ao trazer aprofundamentos sobre os estatutos do modernismo brasileiro e problematizar questões essenciais e tidas como incontestáveis sobre a história da arte brasileira. 

## Crítica de arte
O trabalho de Tadeu Chiarelli como crítico de arte orienta-se por ideias em diálogo com seus professores, Annateresa Fabris e Walter Zanini, que afirmavam 
Um crítico de arte é necessariamente um historiador, e um historiador é necessariamente um crítico de arte.
Seus primeiros textos como crítico de arte, publicados por volta de 1978 no Diário da Manhã de Ribeirão Preto, exploravam aspectos históricos e as distinções entre os cenários artísticos de São Paulo e Ribeirão Preto.
Na década de 1980, Tadeu Chiarelli escreveu colunas para a Folha de São Paulo e O Estado de São Paulo e atuou como pesquisador na Divisão de Pesquisa do Centro Cultural São Paulo e no Arquivo Wanda Svevo da Fundação Bienal. Além disso, pesquisava textos críticos publicados no O Estado de São Paulo e Folha de São Paulo. Nesse momento, seu trabalho englobou pesquisas sobre a produção brasileira entre os séculos XVIII e XIX e  contatos com a arte contemporânea, com buscas em arquivos, realização de entrevistas, mapeamento de artistas.
Atuou na produção dos catálogos da XVI e XVII Bienal de São Paulo, com curadoria de Walter Zanini.  Foi responsável pela produção do Dossiê Jovens Artistas Paulistas, série de entrevistas realizadas no período de 1986 a 1988 com 27 jovens artistas que começavam a ter projeção no circuito de arte brasileiro, publicada pela editora C/Arte como livro em 2012, com prefácio de Sônia Salztein, professora, crítica e curadora de arte, sob o título No Calor da Hora: Dossiê Jovens Artistas Paulistas Década de 1980.
Em seu trabalho, a história da arte brasileira é território para atuação crítica, não se submetendo à historiografia oficial. Para tanto, Chiarelli propõe embates ao invés de declarar certezas. O crítico propõe um diálogo criativo entre presente e passado, ao promover aproximações entre artistas de diferentes contextos temporais, artísticos e poéticos, como ocorreu no Panorama MAM, em 1997, com a produção de Tunga e de Ismael Nery. 
Em síntese, sua produção é orientada por dois eixos, um articulado no passado - em que busca reler e reavaliar posicionamentos históricos - e outro no presente, em que articula contexto e questões contemporâneas.

## Docência e Pesquisa na Educação Superior
Tadeu Chiarelli define-se essencialmente como um professor e indica que sua atuação docente, crítica e de curadoria são indissociáveis, além disso, afirma que Walter Zanini é uma de suas inspirações para sua atuação docente.
Em 1983, Chiarelli ingressou como docente no Departamento de Artes Plásticas (CAP) da USP para ministrar aulas de História da arte no século XIX e XX. À época, ele havia proposto desmembrar a disciplina em dois semestres e deparou-se com a escassez de bibliografia significativa sobre a arte brasileira no século XIX, resultando nas disciplinas de História da Arte do Brasil no Século XIX e História da Arte do Brasil no Século XX. Por conta disso, apenas cerca de 3 anos após assumir o curso, as aulas ficaram mais estruturadas, graças às pesquisas que empreendeu e aos debates com os estudantes. Ao longo da carreira docente, na graduação e na pós-graduação, também ministrou disciplinas em crítica de arte e fotografia. Seu interesse pela fotografia foi mobilizado principalmente pelo trabalho de Rosângela Renno. 
Em 2005, prestou concurso de Livre Docência, com a pesquisa Conciliando Contrários: Um Modernismo que Veio Depois: Reflexões Sobre Arte no Brasil: Séculos XIX e XX, que posteriormente foi publicado pela editora Alameda Um Modernismo que veio Depois. Foi Chefe do Departamento de Artes  no período de agosto de 2007 a maio de 2010,  ano em que se tornou professor titular neste departamento.
Ao longo da trajetória, orientou na pós-graduação pessoas que viriam a se tornar docentes na USP como Heloísa Espada Rodrigues Lima, e Fernanda Mendonça Pitta.  Tadeu Chiarelli avalia que a institucionalização da Pós-graduação em Artes Visuais na ECA/USP resultou em perdas para o campo. Isso porque diversos regramentos impostos para atender a critérios quantitativos comprometem a qualidade da pesquisa, que passou a ser desenvolvida em tempo reduzido.
O Grupo de Estudos Arte&Fotografia (CAP/ECA/USP), criado por Tadeu Chiarelli em 2004 e ainda sob sua coordenação, é o grupo de pesquisa mais antigo em atividade no Programa de Pós-Graduação em Artes Visuais (PPGAV). O grupo foi criado para promover discussões sobre a fotografia, abordando seu papel na história da arte, como elemento da visualidade erudita e popular no Brasil, e a reprodução mecânica de imagens como meio de difusão.

## Atuação em Museus
Tadeu Chiarelli é considerado um dos curadores mais ativos da arte brasileira contemporânea , com trabalhos em instituições renomadas como o MAM-SP, MAC-USP e a Pinacoteca de São Paulo.

### Museu de Arte Moderna de São Paulo
Em 1995, assumiu a diretoria do MAM-SP.  Inspirado pelas discussões de Giulio Carlo Argan, que defendia que um diretor de museu é um crítico, Tadeu Chiarelli administrou o museu buscando manter-se em contato com a dimensão histórica e crítica da arte. Nesse período, sua relação com a arte contemporânea se adensou. 
Entre 1996 e 2000, assumiu a função de curador-chefe do museu e, em colaboração com Milú Villela e a equipe, transformou o museu num laboratório de aprendizagem por meio de iniciativas como o Grupo de Estudos de Curadoria, criado em 1997 para promover discussões críticas a partir do acervo institucional.
Atuou na produção da 25ª e 26ª edição do Panorama da Arte Brasileira, realizadas em 1997 e 1999. Na 26ª mostra reuniu quarenta artistas de diversas regiões do país, organizados em núcleos que problematizavam conceitos da arte contemporânea, ao mesmo tempo que dialogava com obras premiadas em edições anteriores, destacando a atualidade do acervo do museu. A exposição percorreu diversas capitais brasileiras, com  apoio do Deutsche Bank (via Lei Rouanet), reforçando o compromisso com a integração nacional da arte e a revelação de novos talentos. Além disso, a mostra incorporou novas aquisições ao acervo do MAM como parte do projeto. 

### Museu de Arte Contemporânea da Universidade de São Paulo
Foi diretor do MAC-USP entre 2010 a 2014, período marcado pelas obras de adaptação do antigo edifício do Departamento Estadual de Trânsito de São Paulo (Detran-SP) para sediar o museu, até então estabelecido na Cidade Universitária Armando de Salles Oliveira. Durante sua gestão, parte do acervo foi realocada para a nova sede, inaugurada em 2012.Tadeu Chiarelli implementou uma política expositiva que articulava obras históricas pertencentes ao acervo com produção contemporânea, além de retomar o programa de aquisições do museu.
Dedicou atenção especial a artistas jovens e em ascensão no circuito das artes. Em seu primeiro ano de atuação na instituição criou o programa O MAC encontra os artistas, com a proposta de aproximar o público da produção contemporânea de jovens artistas a partir de um bate-papo.  Ao mesmo tempo, entre várias exposições, revisitou criticamente o modernismo brasileiro com a exposição Modernismos no Brasil (2012), que desconstruía a visão cristalizada do período 1917-1948, apresentando-o como um campo de tensões entre múltiplas vertentes, fazendo contraponto à narrativa linear e heroica consolidada por Paulo Mendes de Almeida. A exposição foi organizada em cinco eixos temáticos, abrangendo da "arte como subjetivação do real" até o "rompimento com a tradição", e colocava em diálogo obras de artistas nacionais, como Anita Malfatti, Tarsila do Amaral e Vicente do Rego Monteiro,  e peças internacionais. Com isso, Chiarelli buscou explicitar a complexidade das relações entre produção local e cena artística global.

### Pinacoteca de São Paulo
No início de 2015, assumiu a direção-geral da Pinacoteca de São Paulo num contexto em que a instituição havia anunciado cortes de 15% em seu orçamento e a demissão de 29 funcionários.  Permaneceu no cargo até maio de 2017, quando foi sucedido por Jochen Volz.
Sua gestão foi marcada pela busca por modernizar a imagem da Pinacoteca, adotando o apelido "Pina_", uma estratégia de aproximação com o público e de reafirmação do compromisso com a arte contemporânea. Além disso, priorizou o fortalecimento da pesquisa institucional e a integração da coleção de arte contemporânea ao acervo.
Inspirado no legado de Emanoel Araújo, primeiro diretor negro da Pinacoteca (1992 - 2002), responsável por ampliar a representação de artistas afrodescendentes no museu, Tadeu Chiarelli  adquiriu novas obras de artistas negros e promoveu exposições como Territórios: Artistas Afrodescendentes no Acervo da Pinacoteca (2015). Celebrando os 110 anos da instituição e realizada na Estação Pinacoteca, a mostra exibiu 106 obras do século XVIII à contemporaneidade, incluindo pinturas, esculturas e instalações de artistas como Arthur Timótheo da Costa, Mestre Valentim e Rosana Paulino. Organizada nos eixos temáticos Matrizes Ocidentais, Africanas e Contemporâneas, a exposição destacava tanto aquisições recentes, como obras de Rommulo Vieira Conceição, quanto peças históricas, reforçando o papel da Pinacoteca na revisão crítica da arte brasileira.
Em sua gestão foram realizadas exposições sobre a identidade urbana de São Paulo, como Metrópole: Experiência Paulistana (2017). A mostra explorou as transformações da cidade através de obras de artistas como Sidney Amaral, Dora Longo Bahia, Victor Brecheret, Peter de Brito, Rafael Carneiro, Leda Catunda, Flávio Cerqueira, Lia Chaia, Raphael Escobar, Renata Felinto, Luiz Gê, Carmela Gross, Evandro Carlos Jardim, entre outros artistas paulistanos. A exposição destacava como a Pinacoteca, parte integrante da história paulistana, dialogava com as narrativas visuais da metrópole, apresentando tanto obras icônicas quanto representativas no que diz respeito às perspectivas inéditas sobre o desenvolvimento urbano e cultural de São Paulo. Esta foi a última mostra da gestão de Tadeu Chiarelli como diretor da Pinacoteca.

## Vida Pessoal
Casou-se com Silvia Chiarelli, educadora e fundadora da Escola Alecrim (1984), que faleceu em 2024. Juntos tiveram duas filhas, Luanna e Stella. É membro da Associação Brasileira de Críticos de Arte (ABCA) e membro do Comitê Brasileiro de História da Arte (CBHA).

## Obras
É autor de diversos artigos e livros, além de contribuir com publicações seriadas como a ARTE!Brasileiros. A seguir, destaque para algumas obras: 
- 2021: Um Modernismo que Veio Depois: Arte no Brasil - Primeira Metade do Século XX (Alameda Editorial) [58]
- 2012: No Calor da Hora: Dossiê Jovens Artistas Paulistas Década de 1980 (C/Arte) [18]
- 2011: Emmanuel Nassar (Francisco Alves) [59]
- 2007: Pintura Não é Só Beleza: A Crítica de Arte de Mário de Andrade (Letras Contemporâneas)[14]
- 2002: Arte Internacional Brasileira 2ª Edição (Lemos) [60]
- 2002: Nelson Leirner: Arte e não Arte (Takano) [61]
- 1999: Arte Internacional Brasileira (Lemos) [62]
- 1999: Leda Catunda (Cosac & Naify) [63]
- 1995: Um Jeca nos Vernissages (EDUSP) [11]

## Curadorias
Tadeu participou como curador em diversas exposições. A seguir, destaque para algumas exposições que atuou como curador:
- 2017: Metrópole: Experiência Paulistana (Pinacoteca de São Paulo) [53]
- 2015: Territórios: Artistas Afrodescendentes no Acervo da Pinacoteca (Pinacoteca de São Paulo) [40][52]
- 2014: MAC 50: Doações Recentes 2 (MAC USP) [64]
- 2013: Paulo Pasta. A Pintura é Que é Isto (Fundação Iberê Camargo) [65]
- 2012: Modernismos no Brasil (MAC USP) [47]
- 2011: Caos e Efeito (Itaú Cultural) [66]
- 2001: Deslocamentos do Eu: O Auto-Retrato Digital e Pré-Digital na Arte Brasileira (1976-2001) (Itaú Cultural) [67]
- 1999: 25º Panorama da Arte Brasileira (MAM-SP) [38]
- 1997: 26º Panorama da Arte Brasileira (MAM-SP) [37]
- 1987: Imagens de Segunda Geração (MAC USP) [68]

## Prêmios
Ao longo de sua carreira, Tadeu Chiarelli recebeu prêmios como:
- 2016: Prêmio ABCA Mário de Andrade [69][70]
- 2007: Prêmio ABCA Sérgio Milliet [71]
- 1995: Prêmio ABCA Sérgio Milliet [72]
- 1991: Prêmio ABCA Sérgio Milliet [73]

## Ligações Externas
- Entrevista com Tadeu Chiarelli. ARS (São Paulo), 21(49), 174-199.
- Produção Intelectual de Tadeu Chiarelli cadastrada no Repositório da Produção USP